# Đuraševići
Đuraševići (en serbe cyrillique : Ђурашевићи) est un village du sud-ouest du Monténégro, dans la municipalité de Tivat.

## Démographie

### Évolution historique de la population
| 1948 | 1953 | 1961 | 1971 | 1981 | 1991 | 2003 |
| ---- | ---- | ---- | ---- | ---- | ---- | ---- |
| 244  | 219  | 245  | 272  | 297  | 295  | 503  |